# ليفيو جورجي
ليفيو جورجي (بالرومانية: Liviu Gheorghe)‏ هو لاعب كرة قدم روماني في مركز الوسط، ولد في 2 أغسطس 1999 في برايلا في رومانيا. شارك مع منتخب رومانيا تحت 17 سنة لكرة القدم ومنتخب رومانيا تحت 19 سنة لكرة القدم. أما مع النوادي، فقد لعب مع داسيا يونييرا برايلا ودينامو بوخارست.

## وصلات خارجية
- ليفيو جورجي على موقع قاعدة بيانات كرة القدم.إي يو (الإنجليزية)
- ليفيو جورجي على موقع Soccerway.com (الإنجليزية)